# Castelspina
Castelspina (piemontiul: Castelspèina) település Olaszországban, Piemont régióban, Alessandria megyében. Lakosainak száma 394 fő (2023. január 1.). Castelspina Castellazzo Bormida, Gamalero, Predosa és Sezzadio községekkel határos.

## Népesség
A település lakossága az elmúlt években az alábbi módon változott:
| Lakosok száma | 413  | 418  | 394  |
|               | 2017 | 2018 | 2023 |